# Dalaj Lama
Dalaj Lama je izvorno titula poglavara žute sekte Gelug, tibetanskog budizma. Na mongolskom jeziku „dalaj“ znači „okean“, a „lama“ (tib. bla ma) je isto što i na sanskritu guru.
Titulu je 1578. mongolski vladar Altan-kan dodelio Sonamu Gjatsou, poglavaru manastira Drepung, najistaknutijemu lami u to vreme. Budući da se Sonam Gjatso računao kao treća inkarnacija te linije nasleđivanja, posthumno je titula dodeljena i njegovim prethodnicima. Tibetanski budisti veruju da je dalaj lama jedna od nebrojenih inkarnacija (otelovljenja) bodisatve milosrđa Avalokitešvare (tib. Chenrezig []). Dalaj Lama se smatra vrhovnim poglavarom tibetanskog budizma, a sledbenici sva četiri pravca smatraju ga najvišim lamom u svoj tibetanskoj tradiciji. Kao titula, dalaj lama se piše malim slovom, a kao zamena za lično ime — velikim slovom, Dalaj Lama. Vrlo često ispred njegove titule stoji i HH (His Holiness, tj. njegova svetost). Tibetanci Dalaj Lamu nazivaju Gyalwa Rinpoche, što znači „cenjeni pobednik“ ili Yishun Norbu, što znači „dragulj koji ispunjava želje“.

## Izbor naslednika
Nakon smrti jednog dalaj lame, visoki sveštenici kreću u potragu za detetom koje će proglasiti idućom inkarnacijom linije dalaj lama, a otkrivaju ga po tome što dete „prepoznaje“ predmete koji su pripadali umrlom dalaj lami. Dete, za koje nađu da je novootelovljeni dalaj lama, odvode u Lasu, gde ga do odraslog doba poučavaju ostale visoke lame. Potraga za novim dalaj lamom obično traje nekoliko godina.

## Istorija
Izbor novog dalaj lame je gotovo uvek bio praćen političkim unutarhijerarhijskim i izvanhijerarhijskim manipulacijama. U borbama za vlast u vrhu tibetanske budističke hijerarhije bilo je ubijeno pet dalaj lama od strane budističkih dvorjana. Od 17. veka do 1959. godine, Dalaj Lama je bio poglavar Tibetanske vlade i upravljao je zemljom iz glavnog grade Lase. U delom samostalnoj državi, a delom u autonomnoj pokrajini u sastavu Kine, dalaj lame su do 1959. delimično imale i narodnu vlast. 14. dalaj lama Tenzin Gjatso je te godine, nakon tibetanske pobune i kineske vojne intervencije, otišao u izbeglištvo u Indiju i od tada je dobio nešto moći da vlada u izgnanstvu. On sada traži veću autonomiju Tibeta.

## Spisak Dalaj Lama
Bilo je ukupno 14 dalaj lama:
1. Gendun Drup (1391—1474)
2. Gendun Gjatso (1475—1541)
3. Sonam Gjatso (1543—1588)
4. Jonten Gjatso (1589—1616)
5. Lobsang Gjatso (1617—1682)
6. Cangjang Gjatso (1683—1706)
7. Kelcang Gjatso (1708—1757)
8. Jamphel Gjatso (1758—1804)
9. Lungtok Gjatso (1806—1815)
10. Cultrim Gjatso (1816—1837)
11. Kendrup Gjatso (1838—1856)
12. Trinli Gjatso (1857—1875)
13. Tubten Gjatso (1876—1933)
14. Tenzin Gjatso (1935—danas, od 1959. godine je u egzilu)

## Spoljašnje veze
- http://www.dalailama.com/
- http://www.brainyquote.com/quotes/authors/d/dalai_lama.html